# 카미카제☆익스플로러?!
카미카제☆익스플로러?!(일본어: カミカゼ☆エクスプローラー！ 카미카제-익수플로아[*])는 클로셋(Clochette)의 2011년 5월 27일 발매 작 에로게이다.

## 줄거리
조금 미래,기후나 지표에 변화가 일어나 사람의 생활권이 조금 좁아진 시대의 이야기,
완만하게 바뀌는 세계에 순응하듯 젊은 세데의 사이에 "메티스"라는 특수한 힘을 가진 사람이 나타나게 된다.
이상한 바람이 분다는 일화가 있는 카미카제 시에서는 유텐지 그룹을 중심으로 한 복수의 기업들에 의해
일부 침수한 지역을 매립, 그곳에 스미노에 학원이 창설되어 메티스를 사용하는 사람의 육성,교육을 하고 있었다.
주인공 하야세 케이지는 그런 능력과는 무연의 생활을 보내고 있었지만
어느날,학원의 에이전트라는 인물로부터 스카우트되어 스미노에 학원에 입학하게 되었다.
사소한 계기로 학원과 그 주변의 문제를 조사,해결하는 '학원 도시 조사 연구회',통칭 아르고노트에 참가하게 되고...
지금까지 체험한 적이 없는 사건에 망설이면서도 가슴이 뛰는 매일.
그런 가운데,스미노에 학원,그리고 재개발된 카미카제시에 이상한 소문이 돌아다니는데...

## 등장인물
- 히메카와 후우카 : 주인공 반의 반장.
- 유텐지 미시오
- 하야세 마나미
- 오키하라 코토카
- 우사미 사오리
- 콘고 나오
- 아사히나 요코 : 담임 선생님.
- 하야세 케이지 : 본작의 주인공.

## 제작진
- 원화 : 오시키 히토시